# Jean Muller
Pour les articles homonymes, voir Jean Muller (homonymie) et Muller.
Jean Marius Muller, né le 25 mai 1925 à Levallois-Perret et mort le 17 mars 2005 à Saint-Cloud, est un ingénieur et entrepreneur français, élève de l'École centrale des arts et manufactures (spécialité construction) de 1945 à 1947.

## Biographie
Plus attiré par les sciences physiques, Jean Muller a développé un goût réel pour la résistance des matériaux appliquée à l'ingénierie mécanique et à la construction. C'est un disciple d'Eugène Freyssinet (1947 - 1950), inventeur de la précontrainte et de ses innombrables applications. À cette époque, Freyssinet développait ses premières applications de la préfabrication des Ouvrages d'Art (Ponts sur la Marne).
Pour le maître, Jean Muller a établi le projet de trois ponts en arc au Venezuela, record pour leur époque de portée libre (150 m), d'audace et d’élégance.
Jean Muller est resté un fidèle disciple de Freyssinet jusqu'à son départ (1963).

## Principales Réalisations

### Une première expérience américaine: 1951 - 1955
La STUP à l'époque, aujourd'hui Freyssinet désirait s'introduire sur le marché américain, premier marché mondial de la construction. À l'époque, la précontrainte y était inconnue et l'acier était roi.
La tâche confiée à la Freyssinet Company de New-York (Jean Muller et son équipe) était ardue, mais enrichissante. C'était le moment de développer la précontrainte.
Participer à la construction du grand pont de Pontchartrain en Louisiane (38 km de longueur) reste un souvenir heureux de cette période.

### L'entreprise et les années de prospérité: 1956 - 1977
De retour en France, Jean Muller a poursuivi sa carrière au sein de l'entreprise Campenon Bernard :
- Barrages en béton : Djen-Djen en Algérie, Sefid-Rud et Karun en Iran, faisant appel à la précontrainte du rocher de fondation et des ouvrages en béton.
- Ouvrages maritimes et plates-formes offshore : écluse préfabriquée de Boulogne, plate-forme d’Ekofisk en mer du Nord.
- Génie nucléaire : enceintes de confinement (Tihange en Belgique et Fessenheim en France), puis caissons de pression (Vandellos en Espagne).
- Ouvrages d'art : c'est le domaine d'élection de l'innovation technique, où l'ingénieur peut associer forme et fonction pour réaliser de véritables œuvres d'art. L'expérience acquise auprès d'Eugène Freyssinet s'est alors révélée irremplaçable.

La technique des voussoirs préfabriqués avec joints conjugués a vu sa première réalisation industrielle au pont de Choisy (1962). La seconde mise en application de cette nouvelle méthode de construction a été sur le pont de l'île d'Oléron avec une poutre de lancement permettant de poser une moyenne de 8 m de tablier par jour. Une nouvelle famille d’ouvrages d’art était née. Développée en France puis dans le monde, elle a atteint une diffusion extraordinaire.
Pour élargir le domaine d'application des voussoirs à joints conjugués collés, il a inventé la technique de la construction à l'avancement permettant de réaliser des tabliers en voussoirs en les posant à partir d'une culée et en allant vers l'autre. Cette méthode permet des réalisations de tabliers ayant une géométrie plus complexe que la méthode de construction par poussage qui suppose une courbure constante de la partie poussée. La première application a été faite sur le pont de Rombas. Une autre application a été le pont de Fontenoy-sur-Moselle.
Une dernière innovation apportée par Campenon-Bernard a été les ponts mixtes précontraints avec des âmes en tôle plissée, conçus avec Pierre Thivans, dont la première application a été le pont de Maupré.

### Une deuxième expérience américaine: 1978 - 1987
Tout en réduisant la technique des voussoirs préfabriqués à sa plus grande simplicité, elle a été adaptée aux habitudes de méthode et de rationalisation du monde de la construction aux États-Unis. Le dépouillement des formes et la simplicité des méthodes de construction ont été alliées à l'utilisation de la précontrainte extérieure. Telle a été la clef de l'accueil favorable qui a été réservé aux procédés innovants de Jean Muller par le marché américain.
Il s'est associé avec Eugene Figg (en) pour la création du bureau d'études Figg and Muller Engineers basé à Tallahassee, en Floride.
Les réalisations se sont enchaînées à un rythme accéléré : ponts routiers ou autoroutiers, ouvrages ferroviaires, viaducs urbains pour transports en site propre. Le pont à haubans en béton de Tampa (Sunshine Skyway Bridge), extrapolation du pont de Brotonne demeure le témoin de cette période.
De son expérience française chez Campenon-Bernard il a amené aux États-Unis la technique des ponts réalisés à l'avancement pour la construction du Linn Cove Viaduct. Le viaduc étant situé dans le parc national Blue Ridge Parkway en Caroline du Nord, la donnée de base était comment construire un viaduc sans intervenir au sol en dehors des appuis. La solution a été de construire un pont en voussoirs préfabriqués, y compris les piles, posés à l'avancement en faisant passer tout le matériel et les matériaux par le tablier,,,.
Le bureau d'études Figg and Muller Engineers a conçu le Seven Mile Bridge et le doublement du Long Key Bridge.
Le bureau d'études Figg and Muller Engineers a conçu des ponts en béton précontraints construits en encorbellement symétrique comme le Sam Houston Ship Channel Bridge (en).

### Le groupe EGIS - Scetauroute et Jean Muller International: 1988 - 1994
Jean Muller abordait la dernière phase de sa carrière professionnelle.
L'intégration au plus grand maître d'œuvre européen en infrastructures autoroutières et routières, d'une équipe de spécialistes en grands ouvrages d'art, dotée de beaucoup d'expérience JEAN MULLER INTERNATIONAL se devait de produire d'intéressants résultats.
En France d'abord, où le programme autoroutier se poursuivait activement, Jean Muller s'est employé à concevoir et à réaliser des ouvrages exceptionnels (le pont sur l'Isère sur l'autoroute A49), ou innovants (pont sur la Roize), sans négliger la mise au point d'ouvrages courants optimisés (PS JMI-UChannel).
Dans le monde, l'activité s’est développée en Amérique du Nord et en Asie du Sud-Est avec des réussites surprenantes, telles que :
- le viaduc ferroviaire de Monterrey au Mexique (18 km de longueur).
- le viaduc de l’autoroute H-3 à Hawaï dans un site magnifique, mais exceptionnellement difficile.
- les ponts routiers et ferroviaires de Bangkok en Thaïlande.
- L'un des plus grands ouvrages d'art contemporain au Canada : le pont de la Confédération reliant la Province du Nouveau Brunswick à l'Ile du Prince Edward qui comporte 44 travées de 250 m et fait 12,9 km.
- Enfin, des ouvrages uniques comme le pont Saint Pierre à Toulouse, le viaduc du Chavanon et le viaduc du Bras de la Plaine

## Distinctions
- 1963 Médaille DUPLAT-TAYLOR, Section britannique des Ingénieurs Civils de France.
- 1976 Prix FRITZ-SCHUMACHER, Université de Stuttgart pour sa contribution apportée à la construction des ponts.
- 1977 ENGINEERING NEWS RECORDS (ENR). Citation pour la construction du Pont de Brotonne.
- 1978 Médaille de la FEDERATION INTERNATIONALE DE LA PRECONTRAINTE (FIP), remise lors du 8e Congrès à Londres pour contributions remarquables au projet des ponts à voussoirs.
- 1980 Prix de l'Association des Ingénieurs des Ponts et Chaussées. Premier lauréat de ce prix récompensant l'auteur d’un ouvrage exceptionnel ou d'un ensemble d'ouvrages remarquables.
- 1980 «Fifteenth HENRY M. SHAW Lecture in Civil engineering». Citation pour la conférence à l'Université de Caroline du Nord sur la construction du viaduc de Linn Cove.
- 1980 GUERITT MEDAL de la Section britannique de la Société des Ingénieurs Civils de France pour sa publication intitulée «Dévelopments in Bridge Design - Examples from France and the USA».
- 1981 ENGINEERING NEWS RECORD (ENR). Citation pour l'innovation apportée à l'étude des ponts en béton pour les Keys de Floride.
- 1981 ACEC (American Consulting Engineers Council) «FELLOWs AWARD OF HONOUR» récompensant l'application de nouveaux procédés dans l'étude et la construction de ponts permettant des économies notables.
- 1982 DOCTEUR HONORIS CAUSA de l'Université Polytechnique de Lausanne en Suisse, pour sa contribution au développement des ouvrages d'art en béton.
- 1985 Prix du CONGRESSIONNAL INSTITUTE FOR SPACE, SCIENCE AND TECHNOLOGY pour la contribution dans l'ingénierie de systèmes du projet du Viaduc de Linn Cove.
- 1987 Membre d'honneur de l'AMERICAN CONCRETE INSTITUTE.
- 1988 Prix EIFFEL d'Or. Premier lauréat de ce prix attribué par la fondation de la famille Gustave Eiffel à l’occasion du centenaire de la construction de la Tour.
- 1992 Insignes de chevalier de la Légion d'honneur.
- 1994 Prix de l'Ingénieur de l'année (Centrale, Usine nouvelle et EDF).
- 1995 Médaille BROWN de l'université Benjamin FRANKLIN à Philadelphie - USA
- 1996 Prix Albert-Caquot de l'Association française de Génie Civil.

## Brevet
- United States Patent and Trademark Office : Brevet no 4 777 686 Method of constructing a cable stayed segmental bridge donné à Jean M. Muller, à Tallahassee, Floride, le 18 octobre 1988

## Publications
- Engineering Feats With Post Tensioning, p. 12-40, PCI Journal, décembre 1960, volume 5, no 4 (lire en ligne)
- Lateral Stability of Precast Members During Handling and Placing, p. 20-31, PCI Journal, février 1962, volume 7, no 1 (lire en ligne)
- Ten years of experience in precast segmental construction, p. 28-61, PCI Journal, janvier/février 1975, volume 20, no 1 (lire en ligne)
- avec Walter Podolny, Construction and Design of Prestressed Concrete Segmental Bridges, John Wiley & Sons, New York, 1982 ; pp. 561  (ISBN 978-0-471056584)